# Окулово (Свердловская область)
Окулово (ранее Кайгородская Крепость) — село в Каменском районе Свердловской области России. Входит в Каменский муниципальный округ.
Ранее было центром Окуловского сельсовета Каменского района.

## Географическое положение
Окулово расположено в 26 километрах на юго-юго-восток от города Каменска-Уральского (по автомобильной дороге в 29 километрах), на правом берегу реки Синары (правого притока реки Исети). В селе имеется база отдыха, садовые и дачные участки. В трёх километрах на восток находится ботанико-геоморфологический памятник природы Чёрное болото.

## История
Первоначальное название Кайгородская Крепость (по информации газеты «Екатеринбургские епархиальные ведомости» за 1911 год) не имеет отношения ни к Катайской крепости (Катайск), ни к Карагайской крепости (юг Челябинской области). Для защиты от нападений южных кочевников по плану П. И. Годунова (1667—1670) начала создаваться оборонительная линия, которая начиналась Тархановским острожком, далее шла «вверх по Тоболу через Ялуторовскую слободу на Исеть через Исетский острог, Курьинскую слободу, Шадринскую слободу, Далматов монастырь и до Катайского острога». Далее эта линия должна была проходить по реке Каменке до Исетского озера. Кайгородская крепость основана в последнее десятилетие XVII века поселенцами из Далматова.
По данным уральского историка А. Г. Мосина, фамилия Кайгород (Кайгородец) — прозвище выходца из Кайгородка, старинного русского поселения на Каме (сейчас село Кай, районный центр в Кировской области), из Кайгородского уезда или из Койгородка на реке Сысоле (сейчас на юге Республики Коми). Вкладчиками Далматовского монастыря были «тоя ж обители бобыль» Алексей Васильевич Кайгородец, 1680 г., и житель Фёдор Андреевич Кайгород, 1691 г. Деревянная Кайгородская крепость просуществовала до времени Пугачёвского бунта, когда поселение вокруг неё стало называться деревней Окулово. В основе названия — либо личное имя Окул, либо прозвище окула, что означало хитрый, продувной человек). В 1774 году отряды пугачёвцев, отступая от Каменского завода, попытались закрепиться в Окулове, используя сохранявшийся острог, но были разбиты. К этому раннему, кайгородскому, периоду д. Окулово, возможно относится и появление топонима — Селиванов камень. Кайгородцевы проживали в Окулове до конца XX века.
В начале XX века в деревне имелось земское училище.
В 1916 году село относилось к Зырянской волости. В 1928 году Окуловское (Окулово) входило в Окуловский сельсовет Каменского района Шадринского округа Уральской области.

## Преображенская церковь
Преображенская церковь была освящена в 1902 году. Первое упоминание о ней в документах Екатеринбургской епархии относится к концу XIX в. Первый настоятель — священник Александр Кузовников. Екатеринбургские епархиальные вести, 1905, № 1-2, 1-16 января: «Перемѣны по службѣ. Опредѣлены: сверхштатнымъ священникомъ къ церкви села Синарскаго, Кам. у., діаконъ церкви села Катайскаго Александръ Кузовниковъ, съ откомандированіемъ для служенія къ приписной Окуловской церкви 22 Декабря». Последний документально подтверждаемый на 1920 г. — священник Василий Дягилев. Церковь — каменная, однопрестольная, и была освящена в честь Преображения Господня. Церковь была закрыта в октябре 1931 года Уральским облисполкомом, по инициативе Каменского райисполкома, несмотря на несогласие с этим решением религиозной общины и жителей Окулово. 19 января 1930 г. был подвергнут аресту священник (имя неизвестно). Были ли в церкви службы до осени следующего года — неизвестно. В качестве формального повода для закрытия было использована неуплата общиной госналога в размере 600 руб. При этом только на снятие колоколов Каменский райисполком выделил из своего бюджета 1200 руб.
В настоящий момент находится в разрушенном состоянии, восстановление не ведётся.

## Население
| 1926 | 2002 | 2010 | 2021 |
| ---- | ---- | ---- | ---- |
| 1511 | ↘156 | ↘139 | ↘98  |

В 1926 году в селе было 312 дворов с населением 1511 человек.
Структура
По данным переписи 2002 года, русские составляли 85 % от общего числа сельчан, татары — 8 %, башкиры — 6 %. По данным переписи 2010 года, в селе проживали 68 мужчин  и 71 женщина.